# Дистальный стимул
Диста́льный сти́мул (Диста́льный объе́кт) — наряду с проксимальным стимулом и перцепцией используется для описания восприятия. Дистальный стимул является источником проксимального стимула. Проксимальный стимул представляет собой отражение рецепторами информации, порожденной дистальным стимулом, или активность нейронов в результате чувственной трансдукции физического стимула. Ментальное отражение дистального стимула в мозге воспринимающего лица называется восприятием (перцепцией).
Например, когда человек наблюдает собаку, сама собака является дистальным стимулом, свет исходящий от собаки и проецирующийся на рецепторы сетчатки глаза, другие сигналы исходящие от объекта (звук, запах и т. п.) — проксимальным стимулом, образ собаки воссоздающийся в мозге — восприятие (перцепция).